# 阿格瓦姆 (俄克拉荷馬州)
阿格瓦姆（英語：Agawam）是一座位於美國俄克拉荷馬州格雷迪縣的鬼鎮。

## 歷史
阿格瓦姆在其郵政局建成時（大約1909年）建立，1918年郵局關閉。
1915年10月19日，兩輛岩島鐵路列車（一輛南行客運列車和一輛北行貨運列車）在此地迎面相撞，導致7人死亡，多人受傷。工程師威廉·鮑威爾被指為事故責任人。
1922年10月，位於岩島鐵路主綫的阿格瓦姆被指定為未來格雷迪縣天然氣田的一個運輸點，因爲其與俄克拉荷馬州天然氣公司泵站僅距離四公里。阿格瓦姆在舉行城鎮土地拍賣會之後，于1923年被描述爲一座“新型石油鎮”。
阿格瓦姆一體育館于1935年建成。1955年，阿格瓦姆的小學雖然學生稀少，但是他們依然以足夠規模建立了一支出色的女子籃球隊。在建立達三年的時間里，雖然大部分時間僅有7名球員，但是他們卻總共贏得了90場比賽，僅失敗了4場。
阿格瓦姆于1960年共有35人口。

## 外部鏈接
- 阿格瓦姆在GhostTowns.com上的資料 （页面存档备份，存于）